# Шекера Олег Григорович
Олег Григорович Шекера (нар. 30 серпня 1955, Прилуки) — професор, доктор медичних наук. Заслужений лікар України, магістр державного управління, голова експертної проблемної комісії МОЗ та НАМН України за спеціальністю «Загальна практика — сімейна медицина», голова спеціалізованої вченої ради за спеціальностями «Внутрішні хвороби» і «Загальна практика — сімейна медицина», головний редактор науково-практичного журналу «Здоров'я суспільства», головний редактор довідкового інформаційно-аналітичного бюлетеня «Сімейна медицина», президент Міжнародної громадської організації "Міжнародна асоціація «Здоров'я суспільства», професор кафедри сімейної медицини та амбулаторно-поліклінічної допомоги.

## Біографія
Шекера Олег Григорович народився в м. Прилуки Чернігівської області. З 1972 р. навчався в Харківському медичному інституті, а потім перевівся до Військово-медичного факультету при Куйбишевському медичному інституті, який закінчив в 1978 р. Після закінчення Військово-медичного факультету проходив службу на посадах начальника медичної служби частин та з'єднань.
З 1984—1986 рр. проходив службу в Афганістані на посаді начальника медичної служби з'єднання, де організовував і надавав медичну допомогу військовослужбовцям під час бойових дій та займався ліквідацією спалахів інфекційних хвороб (холери, вірусних гепатитів, черевного тифу, дизентерії, малярії) (відзначений державними нагородами).
З 1986 по 1989 рр. проходив службу на посаді начальника медичної служби з'єднання в Групі радянських військ в Німеччині.
З 1989—1991 рр. навчався у Військово-медичній академії імені С. М. Кірова (Ленінград).
З 1991—1994 рр. працював в Українському державному медичному університеті імені О. О. Богомольця викладачем кафедри військової медицини. У 1996 р. захистив дисертацію на здобуття наукового ступеня кандидата медичних наук, а у 2010 р. захистив дисертацію на здобуття наукового ступеня доктора медичних наук.
З 1994—2002 рр. проходив службу в Українській військово-медичній академії на посадах начальника відділу наукової медичної інформації, заступника начальника кафедри, начальника кафедри організації медичного забезпечення збройних сил, заступника начальника Академії з наукової роботи — начальника наукового центру. У 2004 р. закінчив з відзнакою Національну академію державного управління при Президентові України (за спеціальністю — державне управління, магістр державного управління).
Звільнився з лав Збройних Сил України в грудні 2002 р.
З 2002—2005 рр. працював провідним науковим співробітником Центрального науково-дослідного інституту Збройних Сил України.
З 2005 р. — 2012 рр. доцент Українського тренінгового центру сімейної медицини Національного медичного університету імені О. О. Богомольця МОЗ України.
З 2013 по 2014 рр. завідувач науково-організаційним відділом Інституту сімейної медицини НМАПО імені П. Л. Шупика, а з 2014 р. до теперішнього часу — директор Інституту сімейної медицини НМАПО імені П. Л. Шупика

## Освіта
2001—2004 рр. — Національна академія державного управління при Президентові України, м. Київ, Україна — вища з державного управління (закінчив з відзнакою)
2001 р. — Інститут міжнародного гуманітарного права, м. Сан Ремо, Італія
1999—2000 рр. — Національна Академія оборони України (Національний університет оборони України), м. Київ, Україна
1989—1991 рр. — Військово-медична академія, м. Ленінград (м. Санкт-Петербург, Російська Федерація) — вища військова
1976—1978 рр. — Військово-медичний факультет при Куйбишевському медичному інституті, м. Куйбишев (м. Самара, Російська Федерація) — вища медична
1972—1976 рр. — Харківський медичний інститут (Харківський медичний університет), м. Харків, Україна

## Захист дисертаційних робіт
У 1996 р. захистив дисертацію на здобуття наукового ступеня кандидата медичних наук за темою: «Наукове обґрунтування організаційно-функціональної структури та діяльності мобільного комплексу медицини катастроф при надзвичайних ситуаціях».
Спеціальність: 14.02.10 — «Соціальна гігієна і організація охорони здоров'я»
Наукові керівники: Волошин В. О., Пасько В. В.
У 2010 р. захистив дисертацію на здобуття наукового ступеня доктора медичних наук за темою «Обґрунтування системи медичного забезпечення Збройних Сил України в умовах впливу соціально-економічних та медико-демографічних чинників».
Спеціальність: 14.02.03 — «Соціальна медицина»
Науковий консультант — Москаленко В. Ф.

## Лікувальна і наукова діяльність
Пріоритетні напрямки наукових досліджень:
1. Загальна практика — сімейна медицина
2. Інноваційні проекти в охороні здоров'я
3. Менеджмент охорони здоров'я
4. Медичне страхування
5. Медицина катастроф
6. Військова медицина

207 друкованих праць, з них: 12 навчальних посібників (серія «Сімейна медицина»), 2 монографії та 1 інформаційно-аналітичний збірник, 14 методичних рекомендацій.
Головний редактор міжнародного науково-практичного журналу «Здоров'я суспільства»
Головний редактор інформаційно-аналітичного бюлетеня «Сімейна медицина»
Голова спеціалізованої вченої ради за спеціальностями: «Внутрішні хвороби» і «Загальна практика — сімейна медицина».
Голова експертної проблемної комісії МОЗ та НАМН України зі спеціальності «Загальна практика — сімейна медицина».

## Нагороди і звання
- Орден «За заслуги» ІІІ ступеня (23 серпня 2021) — за значний особистий внесок у державне будівництво, зміцнення обороноздатності, соціально-економічний, науково-технічний, культурно-освітній розвиток Української держави, вагомі трудові досягнення, багаторічну сумлінну працю та з нагоди 30-ї річниці незалежності України[1]
- Заслужений лікар України (1 грудня 2015) — за значний особистий внесок у державне будівництво, соціально-економічний, науково-технічний, культурно-освітній розвиток Української держави, вагомі трудові досягнення, багаторічну сумлінну працю[2]

## Перелік ключових публікацій
1. Шекера О. Г. Досвід медичного забезпечення військ в Республіці Афганістан в 1984—1986 рр. / О. Г. Шекера, В. Я. Степанець // Збірник «Проблеми військової охорони здоров'я та шляхи її реформування» (Теоретичний і науково-практичний збірник ГВМУ ГШ ЗС України).- К., 1997.- С.124-128.
2. Шекера О. Г. Медичний персонал та міжнародне гуманітарне право у світлі становлення професійної армії України / О. Г. Шекера, В. В. Пасько // Збірник «Проблеми військової охорони здоров'я» (Теоретичний і науково-практичний збірник ГВМУ ГШ ЗС України та УВМА) К., 2001.- № 8.- С.35-46.
3. Шекера О. Г. Аналіз санітарних втрат військ 40-ї армії за період ведення бойових дій в республіці Афганістан (1979—1989) / О. Г. Шекера, Н. М. Баранова // Збірник «Проблеми військової охорони здоров'я» (Теоретичний і науково-практичний збірник ГВМУ ГШ ЗС України та УВМА) К., 2001.- № 8.- С.60-66.
4. Шекера О. Г. Медичні аспекти реформування ЗСУ на професійній основі / О. Г. Шекера // Військова медицина України. К., — 2002. — № 1. — С.10-16.
5. Шекера О. Г. Загальний погляд на проблему впровадження електронного паспорта громадянина України в ЗС України / О. Г. Шекера, В. Я. Білий, О. П. Мінцер // Військова медицина України. К., — 2002. — № 2. — С.6-12.
6. Шекера О. Г. Розвиток нормативно-правової бази медичного забезпечення та добровільного медичного страхування громадян України / О. Г. Шекера // Управління сучасним містом. К., — 2003. — № 1-3 (9). -С.82-87.
7. Шекера О. Г. Наукові аспекти соціологічного дослідження військовослужбовців Збройних сил України, військовозобов'язаних (резервістів), допризовної і призовної молоді / О. Г. Шекера // Вісник Української Академії державного управління при Президентові України К.,-2003.-№ 2.-С.413-418.
8. Шекера О. Г. Соціально-медичні аспекти державної політики України / О. Г. Шекера, Н. І. Мудрик // Вісник соціальної гігієни та організації охорони здоров'я України. К.,-2003.-№ 1.-С.34-38.
9. Шекера О. Г. Соціологічні дослідження та його результати на фоні реформування Збройних Сил України / О. Г. Шекера // Збірник «Проблеми військової охорони здоров'я» (Теоретичний і науково-практичний збірник ГВМУ ГШ ЗС України та УВМА) К., 2003.- № 11.- С.13-21.
10. Шекера О. Г. Концептуальні положення щодо реформування медичного забезпечення Збройних Сил України / О. Г. Шекера // Збірник «Проблеми військової охорони здоров'я» (Теоретичний і науково-практичний збірник ГВМУ ГШ ЗС України та УВМА) К., 2006.- № 16.- С.324-333.
11. Шекера О. Г. Сучасні підходи до реформування системи охорони здоров'я / О. Г. Шекера // Здоров'я суспільства. — (науково-практичний журнал). — № 1 (Т.1) — 2013. — С.26-31.
12. Вороненко Ю. В. Нормативно-правовое обеспечение семейной медицины в свете реформы здравоохранения Украины / Ю. В. Вороненко, О. Г. Шекера // Здоров'я суспільства. — (науково-практичний журнал). — № 1 (Т.2) — 2013. — С. 15-22.
13. Шекера О. Г. Стан реформування системи охорони здоров'я в Україні (аналітичний огляд / О. Г. Шекера // Здоров'я чоловіка. — (науково-практичний журнал). — № 3 (46) — 2013. С. 25 — 30.
14. Шекера О. Г. Застосування оптимальної моделі диспансеризації військовослужбовців при плануванні профілактичної діяльності лікаря загальної практики — сімейної медицини / О. Г. Шекера, П. М. Яблонський, // Сімейна медицина. — (науково-практичний журнал). — № 1 — 2013.– С. 18 — 22.
15. Шекера О. Г. Конституційні основи охорони здоров'я громадян в Україні / О. Г. Шекера // Збірник наукових праць співробітників НМАПО імені П. Л. Шупика. — Випуск 22 (Книга 4) — 2013. — С. 526—531.
16. Вороненко Ю. В. Семейная медицина во главе реформы здравоохранения Украины / Ю. В. Вороненко, Г. І. Лисенко, О. Г. Шекера // Весник Кыргызской государственной медицинской академии имени И. К. Ахунбаева. — № 2. — 2013. — С. 20 — 26.
17. Шекера О. Г. Реформа здравоохранения Украины (семейная медицина) / О. Г. Шекера // Сімейна медицина. — (науково-практичний журнал). — № 6 (50) — 2013. — С. 14–18.
18. Вороненко Ю. В. Современные взгляды на организацию непрерывного профессионального развития преподавателей в системе медицинского образования / Ю. В. Вороненко, О. Г. Шекера, О. П. Минцер, В. В. Краснов // Здоров'я суспільства. — (науково-практичний журнал). — № 3-4 (Т.2) — 2013. — С. 18-29.
19. Вороненко В. В. Міжсекторальна взаємодія освіти, науки та практики як запорука ефективної підготовки кадрів для первинної ланки охорони здоров'я / В. В. Вороненко, О. Г. Шекера, Н. В. Медведовська, В. В. Краснов, О. М. Вернер, В. І. Ткаченко // Здоров'я суспільства. — (науково-практичний журнал). — № 1-2 (Т.3) — 2014. — С. 14-24
20. Шекера О. Г. Система медичного забезпечення об'єднаних збройних сил НАТО / О. Г. Шекера, В. В. Стеблюк, Г. Д. Киржнер // Здоров'я суспільства. — (науково-практичний журнал). — № 1-2 (Т.3) — 2014. — С. 105—108.

## Міжнародна співпраця
Президент міжнародної громадської організації "Міжнародна асоціація «Здоров'я суспільства», почесний професор Киргизької державної медичної академії імені І. К. Ахунбаєва. Співпраця з іноземними вишами в різних країнах — Республіка Киргистан, Республіка Молдова, Республіка Білорусь, Грузія та ін.
Знання мов — англійська.